# بطريق محدب الجناح
البطريق المحدب الجناح أو الطرسوح المحدب الجناح (الاسم العلمي Aptenodytes) هو جنس من فصيلة البطريق، ويحوي هذا الجنس نوعان من طيور البطريق المعروفة باسم «طيور البطريق الكبيرة».